# Numeració aràbiga
|  | Aquest article tracta sobre representació dels nombres més comuna. Vegeu-ne altres significats a «numeració aràbiga oriental». |

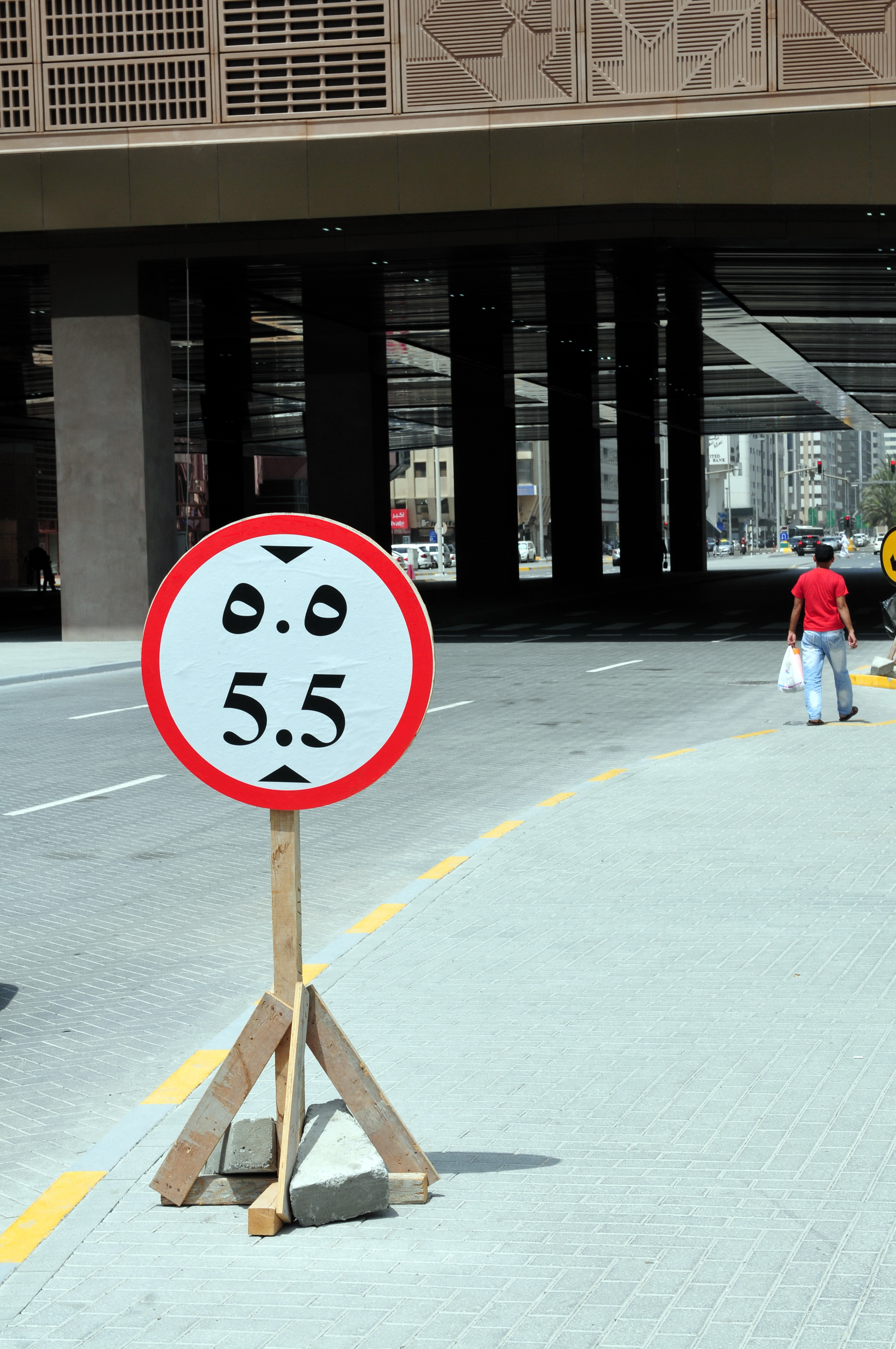
Nombres europeus i àrabs en un camí ferm a Abu Dhabi

La numeració aràbiga és la representació dels nombres més utilitzada avui dia. Se l'anomena «aràbiga» perquè foren els àrabs els qui la introduïren a Europa, però fou a l'Índia on s'inventà.

## Concepte
Es tracta d'un sistema de numeració posicional i decimal, és a dir, basat en el nombre 10; consta de 10 nombres per a representar cadascun dels 10 dígits. El valor del dígit varia segons la posició que ocupa dintre del nombre, perquè es multiplica aquest mateix per la base 10 elevada a la posició. Així, el primer dígit (començant per la dreta) té el valor que representa el seu símbol multiplicat per {\displaystyle 10^{0}} (=1); el dígit immediatament següent té el valor que representa el seu símbol multiplicat per {\displaystyle 10^{1}} (=10); i així successivament. Es pot definir una fórmula matemàtica per a un nombre de n dígits de la manera següent:
{\displaystyle \sum _{i=1}^{n}x_{i}\cdot 10^{(i-1)}}
en què {\displaystyle x_{i}} és el dígit situat en la posició {\displaystyle i} (començant per la dreta).
Exemples:
{\displaystyle ''639''=(6\cdot 10^{2})+(3\cdot 10^{1})+(9\cdot 10^{0})=}
{\displaystyle (6\cdot 100)+(3\cdot 10)+(9\cdot 1)=600+30+9=639}

## Variants
El sistema aràbic actual es representa de manera diferent segons el sistema d'escriptura.
| Europeu Emprat actualment arreu del món     | 0 | 1 | 2 | 3 | 4 | 5 | 6 | 7 | 8 | 9 |
| Aràbic-Índic (alifat aràbic)                | ٠ | ١ | ٢ | ٣ | ٤ | ٥ | ٦ | ٧ | ٨ | ٩ |
| Aràbic-Índic oriental (alifat persa o urdú) | ۰ | ۱ | ۲ | ۳ | ۴ | ۵ | ۶ | ۷ | ۸ | ۹ |
| Devanagari (hindi)                          | ० | १ | २ | ३ | ४ | ५ | ६ | ७ | ८ | ९ |
| Tàmil                                       |   | ௧ | ௨ | ௩ | ௪ | ௫ | ௬ | ௭ | ௮ | ௯ |

Dins del sistema europeu també hi ha petites diferències. Des de temps molt recents, el zero ha passat d'escriure's com un cercle o una el·lipse, «0», a representar-se amb una barra, «Ø» (com una de les lletres daneses), per a diferenciar-lo de la lletra «O». A Europa, el nombre set (7) acostuma a escriure's amb una barra horitzontal per a diferenciar-lo de l'u (1).

## Història

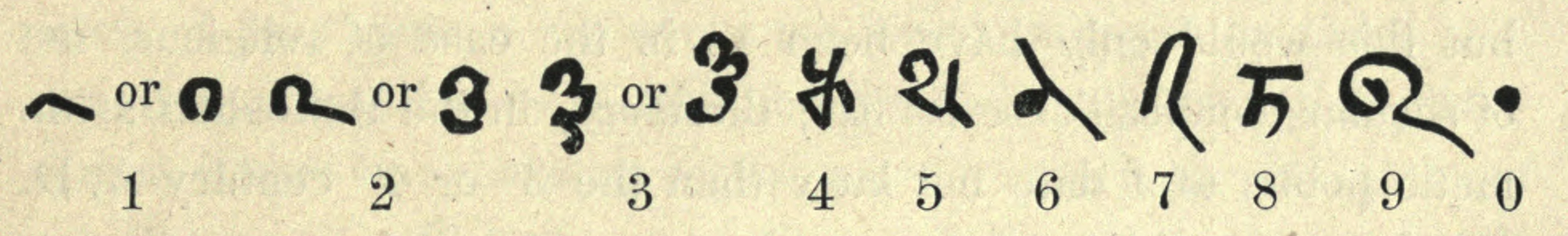
Manuscrit Bakhshali (Índia,)

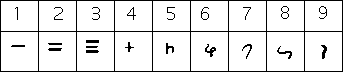
Nombres Brahmi (Índia,)

La hipòtesi més acceptada és que la numeració aràbiga va tenir el seu origen a l'Índia, entre el 400 aC i el 400 dC. De fet, en el món islàmic, aquests nombres se'ls coneix amb el nom de «nombres indis» (àrab: أرقام هندية, arqām hindiyya). Tanmateix, també podria ser que hagués nascut a la Xina, donades les grans similituds amb el sistema xinès Hua Ma: també és posicional i de base 10.
Els símbols de l'1 al 9 del sistema Brahmi són un pas intermedi cap al sistema aràbic més modern.
El sistema apareix descrit en una obra del matemàtic persa Muhàmmad ibn Mussa al-Khwarazmí, escrita vora l'any 825, i traduïda al llatí al segle xii amb el títol Algoritmi de numero Indorum (algoritmi, que esdevingué el terme algorisme, prové del nom de l'esmentat matemàtic Al-Khwarazmí).
Un altre matemàtic, al-Kindí, va difondre el sistema indi de numeració per l'Orient Mitjà, amb els seus quatre volums de Kitab fi istimal al-adad al-hindiyya (Llibre sobre l'ús de la numeració índia), de l'any 830.
La primera inscripció reconeguda del nombre zero, representat per un punt o una boleta, data del segle ix i es localitza a Gwalior. Un cop adoptat pels àrabs, rebé el nom d'as-sifr (àrab: أَلصِّفْر, aṣ-ṣifr), d'on va derivar el mot xifra. Tanmateix, l'existència del zero es remunta a molts segles abans, i sembla que el seu origen també està a l'Índia.
Cap a l'any 952, el sistema aràbic adopta les fraccions, tal com queda palès amb un tractat del matemàtic siri Abu-l-Hàssan al-Uqlidissí.
A través de l'Àndalus, el sistema aràbic i l'àbac penetraren a Europa, que feia servir el sistema de numeració romana. La primera menció a Occident apareix al Codex Vigilianus (976). El 984, Gerbert d'Orlhac demana a l'astrònom barceloní Sunifred Llobet (lupitus) una traducció d'un tractat d'astronomia en àrab, el Sententiae astrolabii, traducció que incloïa el sistema de numeració.
Anys després, Fibonacci, matemàtic italià que estudià a Bugia (actualment, a Algèria), va contribuir a la difusió del sistema per Europa, gràcies a la seva obra Liber Abaci (publicada el 1202). No és fins al segle xv que el seu ús comença a normalitzar-se per tot Europa.
| Tabela com "apices" na Idade Média | Table of numerals |